# سرعت چاپ سه‌بعدی
در پرینت سه بعدی، سرعت چاپ معیاری است که میزان ماده‌ای را که در واحد زمان چاپ می‌شود، اندازه‌گیری می‌کند. این پارامتر مهمی برای تعیین مدت زمان مورد نیاز برای چاپ است و می‌تواند بر کیفیت چاپ تأثیر بگذارد.
واحدهای مورد استفاده به نوع تکنیک تولید افزایشی بستگی دارند. واحد مواد ساخته شده معمولاً بر اساس جرم (کیلوگرم)، طول (میلی‌متر) یا حجم (سانتی‌متر مکعب) اندازه‌گیری می‌شود و واحد زمان معمولاً بر حسب ثانیه (یا گاهی اوقات ساعت) اندازه‌گیری می‌شود. به عنوان مثال، در روش ساخت فیلامنت ذوب شده معمولاً از mm)/(s)) یا mm) 3/(s)) استفاده می‌شود، در حالی که در روش استریولیتوگرافی معمولاً از mm)/(h)) یا لایه‌ها بر حسب زمان استفاده می‌شود.
جدول زیر سرعت‌های معمول و حداکثر برخی از فناوری‌های چاپ سه بعدی
را مقایسه می‌کند (به‌روزرسانی در سال ۲۰۲۰):
| تکنولوژی                                         | سرعت معمولی | حداکثر سرعت | شتاب معمولی     | حداکثر شتاب  | جریان حجمی معمولی | حداکثر جریان حجمی |
| ------------------------------------------------ | ----------- | ----------- | --------------- | ------------ | ----------------- | ----------------- |
| ساخت فیلامنت ذوب شده (FFF/FDM)                   | 50-150 mm/s | 500 mm/s    | 500-1000 mm/s 2 | 20000 mm/s 2 |                   |                   |
| فیوژن چند چت(MJF)                                |             |             | (بدون شاخص)     | (بدون شاخص)  | 2800–4000 cm3 / h | 4500 cm3 / h      |
| پخت لیزری انتخابی (SLS)                          | 48 mm/s     | 60 mm/s     | (بدون شاخص)     | (بدون شاخص)  |                   |                   |
| استریولیتوگرافی (SLA) / پردازش دیجیتال نور (DLP) | 20-36 mm/h  | 720 mm/h    | (بدون شاخص)     | (بدون شاخص)  |                   |                   |

## اهمیت سرعت در زمانبندی
سرعت چاپ سه‌بعدی تنها به مرحله ساخت مربوط می‌شود، که یکی از مراحل فرایند کامل چاپ سه‌بعدی است. با این حال، کل فرایند شامل تمام مراحل پیش‌پردازش تا پس‌پردازش می‌شود. زمان مورد نیاز برای چاپ یک قطعه از فایل داده (. stl یا .obj) به صورت مجموع زمان‌های مراحل زیر محاسبه می‌شود:
1. 1. مرحله پیش پردازش، که فرایند آماده‌سازی قطعه و چاپگر را در بر می‌گیرد. این مرحله قبل از شروع چاپ لازم است. به عنوان مجموع زمان مورد نیاز برای فرآیندهای زیر محاسبه می‌شود:

  - تعیین موقعیت و جهت بخشی قطعه برای چاپ
  - وارد کردن پارامترها (به عنوان مثال ضخامت لایه، نوع ماده) در نرم‌افزار چاپگر
  - ایجاد ساختار پشتیبانی
  - ایجاد برش‌ها (برش زدن)
  - تولید مسیر ابزار توسط نرم‌افزار (شامل الگوی پُر کردن)
  - گرم کردن و بارگذاری مواد ساخت و پشتیبانی
  - تنظیم محورهای xو y و z
  - تشخیص، تمیزکاری یا آزمایش‌های اضافی
2. مرحله ساخت، که زمان چاپ واقعی پس از انتقال داده‌های آماده‌شده به چاپگر است، شامل جمیع مراحل زیر:
  - زمان ساخت، زمانی که مواد قطعه و پشتیبانی در حال تولید هستند
  - زمان بیکاری، زمان‌های غیرمولد مانند حرکت محور z، زمان خنک‌سازی، تراز کردن، حرکت‌های غیرساختی هد چاپ
3. مرحله پس از پردازش، که مرحله نهایی است، و پس از ساخت قطعه انجام می‌شود. این مرحله شامل فرآیندهای زیر است:
  - برداشتن ساپورت‌ها
  - پالایش سطح برای به دست آوردن زبری سطح مطلوب[۷]

## افزایش سرعت
فناوری‌های تولید افزایشی معمولاً شامل یک تعادل بین سرعت چاپ و کیفیت هستند. بهبود سرعت کل فرایند چاپ سه‌بعدی را می‌توان به دو دسته بهبودهای نرم‌افزاری و سخت‌افزاری تقسیم کرد:

### بهبودهای نرم‌افزاری
از آنجایی که فرایند واقعی چاپ مستقیماً تحت تأثیر نحوه برش، جهت‌گیری و پر شدن مدل قرار دارد، بهینه‌سازی این عوامل باعث کاهش زمان چاپ می‌شود.
جهت‌دهی بهینه: تغییر جهت یک قطعه را می‌توان از طریق فایل STL یا در مدل CAD یا در نرم‌افزار برش (slicer) قبل از تولید کد G انجام داد. تعیین جهت‌دهی بهینه قطعه یک راه‌حل نرم‌افزاری رایج در تمامی فرآیندهای تولید افزایشی است. این کار می‌تواند بهبود قابل‌توجهی در بسیاری از عوامل کلیدی که بر زمان کلی چاپ تأثیر می‌گذارند، ایجاد کند. عوامل زیر به‌شدت به جهت‌دهی قطعه وابسته هستند:
- ارتفاع قطعه در جهت ساخت: سرعت ساخت در جهت Z کندتر از جهت‌های X و Y است. با کاهش ارتفاع، تعداد لایه‌ها کاهش می‌یابد و در نتیجه، هم‌زمان تولید و هم‌زمان بیکاری دستگاه کاهش پیدا می‌کند.
- حجم مواد پشتیبان و سطح تماس با قطعه: هرچه میزان مواد پشتیبان کمتر باشد، زمان ساخت و همچنین زمان موردنیاز برای حذف این مواد کاهش می‌یابد. با حداقل‌سازی حجم مواد پشتیبان، مقدار کمتری ماده استفاده می‌شود و در نتیجه، زمان تولید کاهش می‌یابد. این عامل بر فرآیندهایی که از ساختارهای پشتیبان خارجی استفاده می‌کنند، مانند SLA و FDM، تأثیر می‌گذارد.
- کیفیت کل سطح قطعه: جهت‌گیری یک قطعه تعیین می‌کند که کدام سطوح در معرض اثر پلکانی (staircase effect) قرار می‌گیرند، که یک نقص ناشی از لایه‌گذاری است. با به حداکثر رساندن کیفیت سطح، زمان موردنیاز برای پرداخت سطح تا رسیدن به تلرانس مطلوب کاهش می‌یابد.[۷]

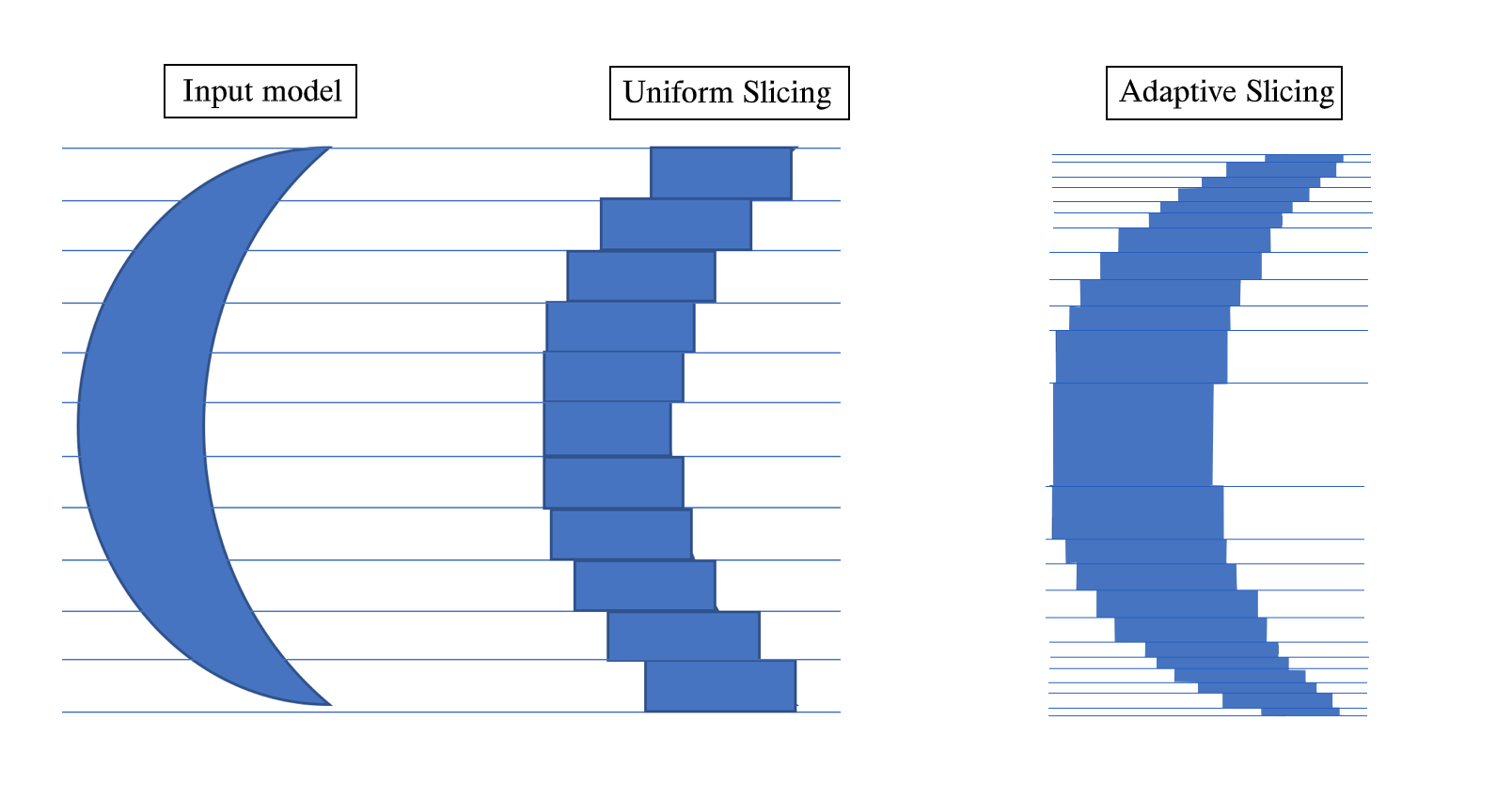
برش یکنواخت و تطبیقی

برش تطبیقی خطای ناشی از اثر پلکانی را می‌توان با استفاده از معیارهای مختلفی اندازه‌گیری کرد که همگی به تفاوت بین سطح مدل و سطح واقعی چاپ‌شده اشاره دارند. با محاسبه تطبیقی توزیع ارتفاع لایه‌ها، این خطا به حداقل می‌رسد: کیفیت سطح افزایش یافته و زمان پردازش پس از چاپ کاهش می‌یابد.
مزایای برش تطبیقی به نسبت سطح به حجم قطعه بستگی دارد. انجام محاسبات کارآمد برای لایه‌های تطبیقی از طریق تحلیل سطح مدل در کل ارتفاع لایه امکان‌پذیر است. چندین پیاده‌سازی از این روش به‌صورت نرم‌افزار متن‌باز در دسترس هستند.

### پیشرفت‌های سخت‌افزاری
افزایش سرعت چاپ از طریق سخت‌افزار می‌تواند به اشکال مختلفی انجام شود که بسیاری از آن‌ها توسط شرکت‌های پیشرو در حوزه چاپ سه‌بعدی مورد استفاده قرار می‌گیرند.
- نازل‌های اصلاح‌شده: استفاده از انواع مختلف نازل‌ها برای فرآیندهای چاپ متفاوت، مانند افزودن یک تغذیه‌کننده چاقویی (knifed feeder) برای جلوگیری از لغزش فیلامنت.
- دما: افزودن یک لیزر اضافی برای ذوب فیلامنت قبل از ورود به اکسترودر، که باعث کاهش نیاز به گرمایش بیش از حد نازل و در نتیجه کاهش زمان خنک شدن آن می‌شود.
- کاهش نیروی چسبندگی در لایه مرده در فناوری‌های مبتنی بر پروژکتور نور دیجیتال (DLP)[۸]
- فناوری چاپ با تزریق ژل: در این روش، ماده ژل مانند پس از اکسترود شدن، بلافاصله با نور UV-LED سخت می‌شود.[۵]
- افزودن نازل‌های بیشتر: استفاده از چندین نازل که با یکدیگر و از طریق برنامه‌ریزی مسیر همکاری می‌کنند تا سرعت چاپ افزایش یابد[۹]
- استفاده از مواد خاص برای فناوری‌های تولیدی مشخص: برخی از مواد ویژه می‌توانند برای فرآیندهای خاص بهینه شده و سرعت تولید را افزایش دهند.[۱۰]

## چالش‌ها
بسته به فناوری مورد استفاده، چالش‌هایی وجود دارند که می‌توانند سرعت چاپ سه‌بعدی را محدود کنند:
- بهینه‌سازی شکل: از آنجا که فضای داخلی یک محصول می‌تواند با ساختارهای مختلفی پر شود، بهینه‌سازی طراحی از طریق تولید افزایشی ضروری است. یافتن بهترین روش برای پر کردن فضای داخلی یک محصول با توجه به محدودیت‌های خاص، یک مشکل چالش‌برانگیز است.
- جهت‌دهی قطعه: به‌طور نظری، جهت‌دهی‌های بی‌نهایتی وجود دارد. بسته به هدف قطعه، ممکن است هنگام تلاش برای بهینه‌سازی معیارهای مختلف به‌طور همزمان، جهت‌دهی بهینه‌ای وجود نداشته باشد.
- برش: دو چالش اصلی در فرایند برش وجود دارد: اثر پلکانی و مشکل محدود کردن.
- برنامه‌ریزی مسیر ابزار: از آنجا که سرعت ابزار چاپ می‌تواند اندازه لایه را تغییر دهد، باید خواص فیزیکی و مکانیکی فرایند هنگام برنامه‌ریزی مسیر ابزار در نظر گرفته شوند.
- پردازش پس از چاپ: مواد پشتیبانی که حذف می‌شوند، ممکن است همچنان برجستگی‌ها یا باقی‌مانده‌هایی به جا بگذارند که می‌توان با استفاده از روش‌های دیگری مانند سابیدن دستی قطعه، جت گلوله‌ای، ماشین‌کاری سنتی، یا پرداخت با استون آن‌ها را صیقل داد.
- مشکلات سخت‌افزاری و نگهداری: پس از چاپ یک قطعه، معمولاً نیاز به انجام رویه‌های تمیزکاری برای اطمینان از ادامه عملیات با همان کیفیت است. بسته به نوع ماده استفاده شده، پارامترهای لیزر باید برای جلوگیری از پخت یا سینتر شدن اضافی تنظیم شوند.
- روش‌های چاپ: هر روش چاپ مزایا و معایب خود را دارد. برای مثال، روش‌های مبتنی بر DLP مزیت تولید کل لایه به‌طور همزمان را دارند، اما زمان بیکاری DLP به دلیل نیروی چسبندگی طولانی‌تر است. روش‌های مبتنی بر SLA از دو یا چند لیزر استفاده می‌کنند که در نقاط خاص به یکدیگر می‌رسند تا ماده را پخت کنند (پخت نقطه به نقطه)، اما این روش چالش‌هایی در برنامه‌ریزی و پیاده‌سازی دارد. روش‌های بدون لایه پیچیدگی بیشتری در برنامه‌ریزی مسیر دارند.[۱۰]

## تحقیقات

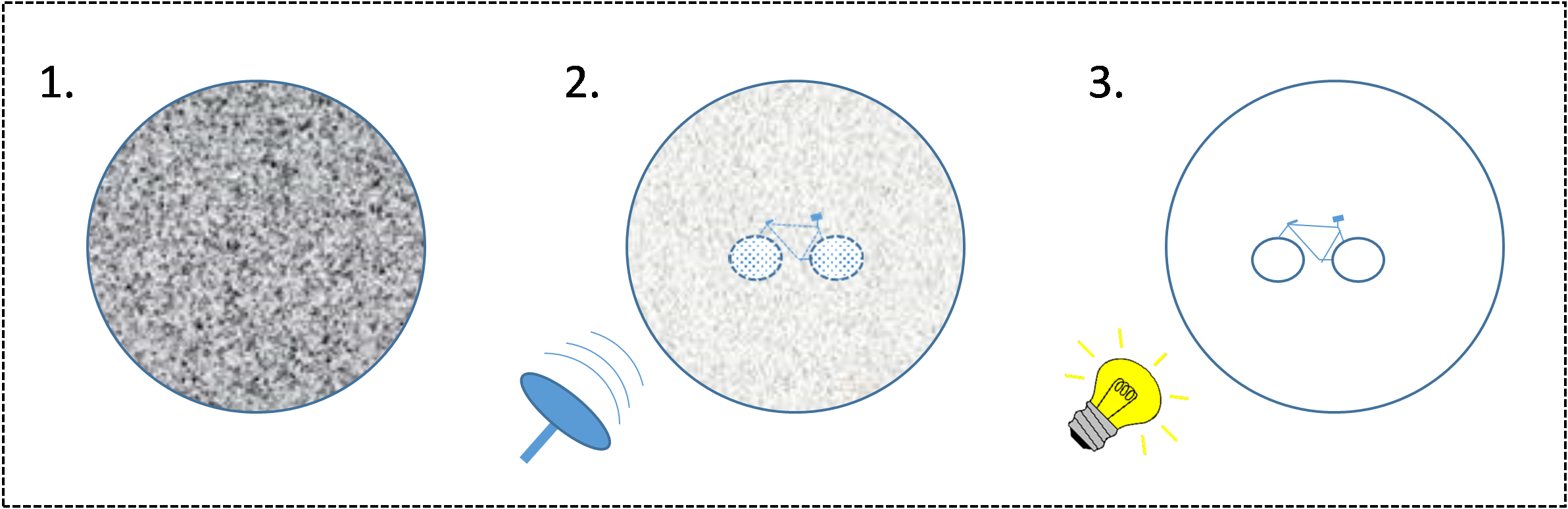
۱. مواد همگن ۲. میدان اولتراسوند اعمال می‌شود ۳. نور ماوراء بنفش برای بهبود شکل حاصل از مرحله قبل اعمال می‌شود

### ساخت آکوستیک
ویژگی‌های جالب امواج صوتی باعث شده است که دانشمندان از آن در تولید افزایشی استفاده کنند. امواج صوتی می‌توانند میادین فشاری تشکیل دهند که ماده را در یک حالتی بدون تماس به شکل مورد نظر درآورند. این واقعیت که می‌توان آن را به‌طور همزمان بر روی یک ناحیه وسیع اعمال کرد، آن را به یک کاندیدای عالی برای ساخت سریع تبدیل می‌کند.
فرایند با طراحی هولوگرام صوتی آغاز می‌شود. هولوگرام صوتی یک ماسک است که میدان صوتی را هدایت می‌کند تا الگوی مورد نظر را شکل دهد. این ماسک می‌تواند در فرایند تولید افزایشی همراه با روش‌های حکاکی و نانوایمپرنت ساخته شود. پس از آن، ذرات لاستیکی سیلیکون در یک محیط مایع حاوی ماده‌های مبادرت‌کننده نور قرار داده می‌شوند. سپس، ماسک صوتی برای تولید میدان صوتی فشاری مورد نظر به کار گرفته می‌شود تا ذرات در ترتیب صحیح قرار بگیرند. گام بعدی استفاده از نور UV برای سفت کردن محصول نهایی است.

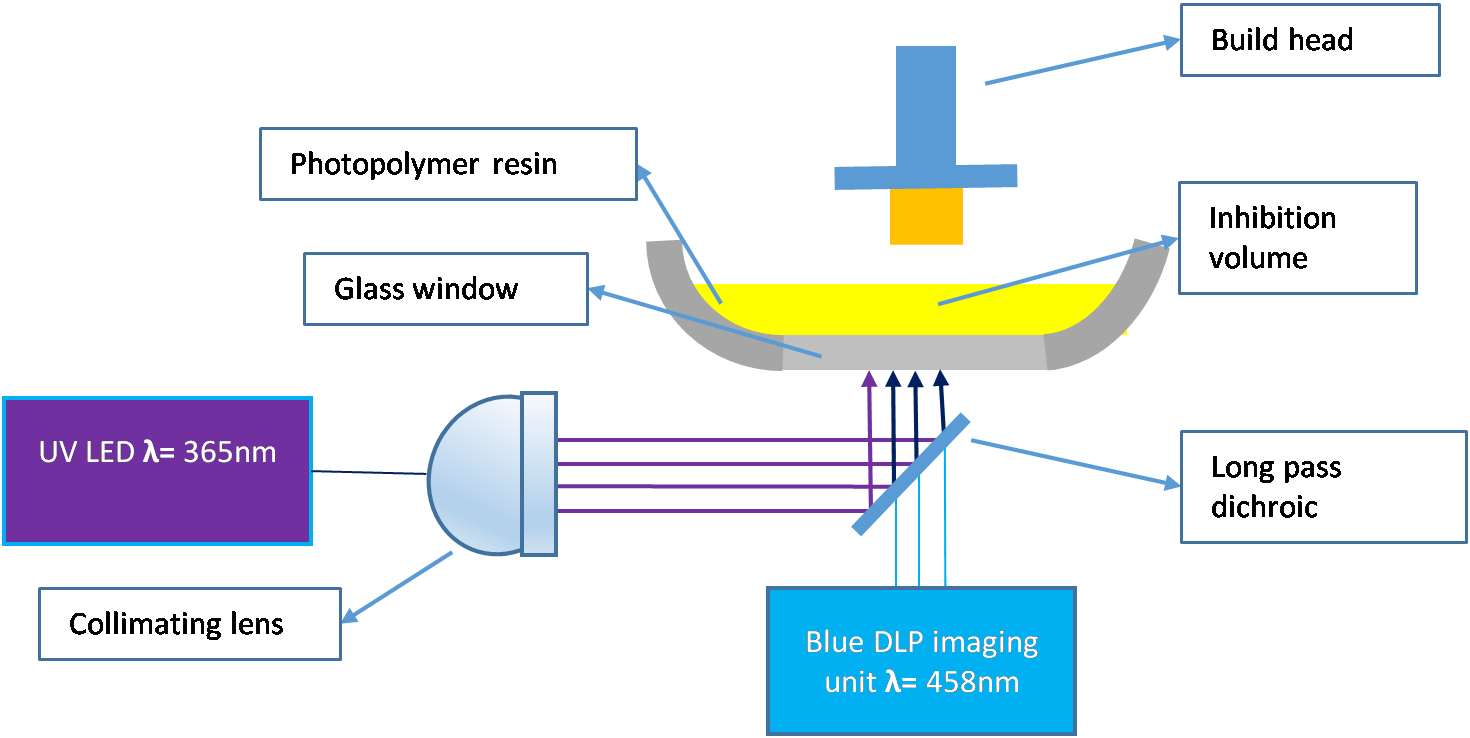
تولید افزودنی پیوسته سریع با الگوبرداری مهاری

### فرآیندهای SLA بهبود یافته است
سرعت فرایند SLA توسط موارد زیر محدود شده است:
- چسبندگی ماده پخته‌شده به پنجره پروجک
- اختلال در سطح رزین

تولید افزایشی پیوسته و سریع با استفاده از الگوی مهاری
به دلیل اثرات ذکرشده، سرعت چاپ در روش‌های SLA به چند میلی‌متر تا چند سانتی‌متر در ساعت محدود می‌شود. برای حل این مشکل، از سیستمی با دو منبع نوری استفاده می‌شود: یکی برای پلیمریزاسیون و دیگری برای مهار پلیمریزاسیون به‌منظور جلوگیری از چسبندگی، که در نتیجه سرعت چاپ را افزایش می‌دهد. این روش امکان افزایش سرعت فرایند تا ۲۰۰ سانتی‌متر در ساعت را فراهم می‌کند.
علاوه بر این، با کنترل شدت هر پیکسل در این سیستم، الگوهای توپولوژیکی را می‌توان تنها با یک نوردهی و بدون نیاز به جابه‌جایی مرحله‌ای ایجاد کرد.
در این روش، از ترکیبی از فوتو-اینیشیاتورها و فوتو-اینهیبیتورها استفاده می‌شود. از آنجایی که طیف جذب این دو ماده متعامد (Orthogonal) است، فرایند را می‌توان با دو منبع نوری متعامد کنترل کرد. با تولید ماده به‌صورت لایه‌به‌لایه، سینی چاپ به‌تدریج بالا می‌رود و فوتو-اینهیبیتورها از چسبندگی در نزدیکی پنجره جلوگیری می‌کنند.
چاپ سه‌بعدی سریع، با حجم بالا و کنترل حرارتی، با استفاده از رابط مایع متحرک
راه دیگری برای حل مشکل چسبندگی، ایجاد لایه مرده است که از فرایند پخت جلوگیری می‌کند. یکی از روش‌های ایجاد این لایه مرده، استفاده از جریان روغن فلوئوردار است. این مایع اُمینی‌فوبیک (Omniphobic) بوده، به این معنی که تمام مواد را دفع کرده و به هیچ‌چیز نمی‌چسبد.
دلیل استفاده از جریان مایع به‌جای یک لایه ثابت این است که:
1. نیروی بیشتری در برابر نیروی چسبندگی ایجاد شود.
2. به خنک‌سازی لایه پخته‌شده کمک کند، زیرا فرایند پلیمریزاسیون گرما تولید می‌کند.[۱۴]

### چاپ سه‌بعدی سریع با ترکیب قطعات ماژولار ساختمانی
تقسیم یک شیء به بلوک‌های کوچکتر (مانند قطعات لگو) قبل از چاپ می‌تواند سرعت چاپ را تا ۲٫۴۴ برابر نسبت به روش‌های سنتی افزایش دهد.
علاوه بر این، هنگامی که نیاز به تکرار طراحی برای یافتن بهترین مدل وجود دارد، چاپ مجدد کل شیء ناکارآمد است. یک راه‌حل این است که ساختار اصلی و ثابت را فقط یک‌بار چاپ کنیم و سپس تنها قطعات کوچک و متغیر را با وضوح بالا مجدداً چاپ کنیم. این قطعات کوچک روی ساختار اصلی سوار می‌شوند و بهینه‌سازی طراحی را سریع‌تر و کارآمدتر می‌کنند.